# Derek Kevan
Derek Tennyson Kevan (Ripon, 1935. március 6. – Birmingham, 2013. január 4.) angol válogatott labdarúgó, csatár.
Az angol válogatott tagjaként részt vett az 1958-as és az 1962-es labdarúgó-világbajnokságon.